# Ortegocactus macdougallii
Ortegocactus macdougallii är en suckulent växt inom det monotypiska släktet Ortegocactus och familjen kaktusväxter, som har sin naturliga utbredning i Mexiko.

## Beskrivning
Ortegocactus macdougallii är en klotformad blekgrön kaktus som ofta bildar tuvor. Den blir 3 till 4 centimeter i diameter. Den har 1 centraltagg som blir 4 till 5 millimeter lång, och 7 till 8 radiärtaggar som blir 5 till 10 millimeter långa. Blommorna är gula och blir 2 till 3 cantimeter långa och 1,8 till 2,5 centimeter i diameter.